# Echipa națională de fotbal a Insulelor Turks și Caicos
Echipa națională de fotbal a Insulelor Turks și Caicos reprezintă Insulele Turks și Caicos în fotbalul internațional.

## Participări

### Campionatul Mondial
- 1930 până în 1998 - nu a participat
- 2002 până în 2010 - nu s-a calificat

### Cupa de Aur
- 1991 până în 1998 - nu a participat
- 2000 - nu s-a calificat
- 2002 până în 2003 - nu a participat
- 2005 - s-a retras
- 2007 - nu s-a calificat
- 2009 până în 2011 - nu a participat

## Antrenori
- Luigino Pacetto (1999)
- Charlie Cook (2000-2003)
- Paul Crosbie (2003-2004)
- Matthew Green (2006-)